# Сєверне (Новосибірська область)
Сєверне (рос. Северное) — село, адміністративний центр Сєвєрного району Новосибірської області. Населення Сєвєрного — 5 710 осіб (2007). У 2002 році Сєверне за чисельністю населення знаходилося на 11 місці серед сіл Новосибірської області і на 739 місці серед всіх сільських поселень Росії.

## Географія
Село розташовано на річці Тартас, в 360 кілометрах на північний захід від Новосибірська, в 120 кілометрах на північ від Куйбишева, в 132 кілометрах на північ від міста Барабінськ, який має залізничну станцію на Транссибірській магістралі і поруч з яким проходить федеральна автомобільна дорога М-51 «Байкал».

## Історія
Село засноване в 1727 році купцем Єрофєєм Дорофєєвим (під назвою Дорофєєва). У 1929 році село було перейменовано в Верх-Назарово, а в 1933 році отримало сучасну назву Сєверне.

## Населення
| 1959  | 1970  | 1979  | 1989  | 2002  | 2007  | 2010  |
| ----- | ----- | ----- | ----- | ----- | ----- | ----- |
| 4142  | ↗4873 | ↗5190 | ↗5398 | ↗5443 | ↘5369 | ↘5309 |
| 2012  | 2013  | 2014  | 2015  | 2016  | 2017  |       |
| ↘5206 | ↘5178 | ↘5122 | ↘5071 | ↘4988 | ↘4949 |       |